# عبد الملك بن سعود بن عبد العزيز آل سعود
الأمير عبد الملك بن سعود بن عبد العزيز آل سعود الابن الثامن العشرون من أبناء الملك سعود بن عبد العزيز آل سعود ووالدته هي الأميرة ٦ جميلة أسعد إبراهيم مرعي السورية الأصل.

## حياته
ولد الأمير عبد الملك بن سعود بن عبد العزيز آل سعود في مدينة الرياض عام 1373 هـ 1953م وسكن في لبنان مع والدته منذ سن الحادية عشر من عمره في عام 1964 حيث التحق بالمدارس اللبنانية، بعدها انتقل إلى مدرسة في لندن. عاد إلى لبنان والتحق بالجامعة الأمريكية، وبعدها عاد إلى المملكة.
كانت له مشاركات فعالة في الأعمال الخيرية من خلال مكتب هيئة الإغاثة الإسلامية العالمية بمحافظة جدة حيث مكان إقامته. وكان له مشاركات في دعم «أيتام جدة» الذين أحبهم وأحبوه , وكان يقوم بتكريمهم خلال شهر رمضان المبارك.

## وفاته
توفي الأمير عبد الملك بن سعود بن عبد العزيز آل سعود صباح يوم السبت 10 شوال 1426هـ الموافق 12 نوفمبر 2005  ودفن في مكة المكرمة في مقبرة العدل.
زوجته الأميرة العنود بنت نادر شاه، انجب منها :  
أبناؤه  
- الوليد بن عبد الملك بن سعود بن عبد العزيز آل سعود
- ليالي بنت عبد الملك بن سعود بن عبد العزيز آل سعود